# 이재영 (1979년)
이재영(李載英, 1979년 6월 13일 ~ )은 전 KBO 리그 SK 와이번스의 투수이다.

## 선수 시절

### 두산 베어스 시절
선린인터넷고등학교와 영남대학교를 졸업한 후 2002년 두산 베어스의 1차 지명을 받아 입단하였다. 입단 초에는 선발로 활약했으며 그 이후 주로 중간 계투로 등판하며 활약하였다. 2003년부터 구자운과 함께 핵심 불펜으로 자리잡았으며 선발 투수와 본인(이재영), 구자운으로 이어지는 하나의 승리 공식을 만들며 시즌 116이닝동안 6승 2패, 5세이브, 10홀드를 기록하였다. 2004년에도 팀의 핵심 불펜으로 활약하여 60경기에 등판해 94이닝동안 9승 7패, 3세이브, 14홀드, 2점대 평균자책점을 기록하며 리그 정상급 우완 투수로 자리잡았다. 그러나 시즌 중 병역 비리 사건에 연루되어 구속되었다. 2005년 한국시리즈에 출전한 후 공익 근무를 시작했고 2008년에 공익근무요원으로 군 복무를 마쳤다.

### LG 트윈스 시절
2008년 6월 4일 당시 LG 트윈스 소속이었던 이성열, 최승환과 두산 베어스 소속이었던 그와 김용의의 2:2 트레이드로 이적한 후 2009년 시즌 후반에 마무리 투수를 맡아 부진했던 우규민을 대신하여 11세이브를 기록하며 마무리 투수로 활약하였다.

### SK 와이번스 시절
2010년 박종훈이 감독으로 부임한 이후 불화로 인해 기회를 많이 잡지 못했고, 2010년 7월 28일 당시 SK 와이번스 소속이었던 김선규, 박현준, 윤요섭과 LG 트윈스 소속이었던 그와 권용관, 안치용, 최동수와의 4:3 트레이드로 이적하였다. 그러나 혹사로 인해 어깨에 잦은 건초염이 생겨 많이 등판하지 못했다. 2011년 팀 내 투수진들이 대거 이탈하면서 다시 감각을 찾아 포스트 시즌에 출전했다. 2012년 당시 감독이었떤 이만수의 전적인 신뢰를 받고 롱 릴리프 역할을 소화해 6승 3패, 1세이브, 10홀드를 기록하며 팀의 우완 핵심 불펜 요원으로 자리잡았다. 2014 시즌 후 FA 우선협상에서 협상이 좌절되어 시장에 나왔지만 계약하는 팀이 없어 나주환과 함께 잔류하였다. 2015년 시즌 이후 보류 선수 명단에서 제외되면서 방출됐다.

## 출신 학교
- 서울방배초등학교
- 선린중학교
- 선린상업고등학교
- 영남대학교

## 참조
- 이재영 - KBO 투수별 기록